# Liste des maires de Saint-Avertin
Cet article dresse une liste par ordre de mandat des maires de Saint-Avertin.

## Liste des maires
| Période                                  | Période  | Identité                                   | Étiquette | Qualité                                                                                         |
| ---------------------------------------- | -------- | ------------------------------------------ | --------- | ----------------------------------------------------------------------------------------------- |
| 1787                                     | 1792     | Charles François de Sevelinges             |           |                                                                                                 |
| 1792                                     | 1793     | Dubois                                     |           |                                                                                                 |
| 1793                                     | 1795     | Jean Baron                                 |           |                                                                                                 |
| 1795                                     |          | Dupont                                     |           |                                                                                                 |
| 1800                                     |          | Billaut                                    |           |                                                                                                 |
| 1807                                     |          | Louis-Joseph du Plessis-Mauron de Grenédan |           |                                                                                                 |
| 1819                                     | 1830     | Edmond Viot-Prudhomme                      |           |                                                                                                 |
| 1837                                     | 1847     | Georges Alexis Mocquery                    |           |                                                                                                 |
| 1871                                     | 1881     | Maurice Cottier                            |           |                                                                                                 |
| 1906                                     | 1911     | Paul, comte de Pourtalès                   |           |                                                                                                 |
| 1911                                     | 1919     | Alexandre André                            |           |                                                                                                 |
| 1919                                     | 1928     | Silvain Fleuriau                           |           |                                                                                                 |
| 1928                                     | 1941     | Léon Brulon                                |           |                                                                                                 |
| 1941                                     | 1944     | Alphonse Nadaud                            |           |                                                                                                 |
| 1944                                     | 1945     | Maurice Grosjean                           |           |                                                                                                 |
| 1945                                     | 1947     | Marcel Boulme                              |           |                                                                                                 |
| 1947                                     | 1959     | Henri Adam                                 |           |                                                                                                 |
| 1959                                     | 1959     | Henri Boulme                               |           | Remplaçant Henri Adam                                                                           |
| 1959                                     | 1965     | Jean-Marie Boivin                          |           |                                                                                                 |
| 1965                                     | 1971     | Maurice Pigeaud                            |           |                                                                                                 |
| 1971                                     | 1983     | Daniel Huard                               |           |                                                                                                 |
| 1983                                     | 2001     | Robert Pouzioux                            | DVD       | Conseiller général (1982-2001)                                                                  |
| 2001                                     | 2016     | Jean-Gérard Paumier                        | UMP       | Conseiller général (2001-2015) Premier vice-président du Conseil départemental d'Indre-et-Loire |
| 2016                                     | 2018     | Alain Guillemin                            | UDI       | Vice-Président de la Communauté d'agglomération de Tours                                        |
| 2018                                     | En cours | Laurent Raymond                            | UDI       | Vice-président de Tours Métropole                                                               |
| Les données manquantes sont à compléter. |          |                                            |           |                                                                                                 |